# (4666) Dietz
(4666) Dietz est un astéroïde de la ceinture principale.

## Description
(4666) Dietz est un astéroïde de la ceinture principale. Il fut découvert le 4 mai 1986 à l'Observatoire Palomar par Carolyn S. Shoemaker. Il présente une orbite caractérisée par un demi-grand axe de 2,34 UA, une excentricité de 0,23 et une inclinaison de 24,5° par rapport à l'écliptique.

## Satellites
Un voire deux satellites ont été découverts autour de l'astéroïde.

## Compléments